# Elizabethton
Elizabethton ist eine City im und Verwaltungssitz von Carter County im US-Bundesstaat Tennessee. Das U.S. Census Bureau hat bei der Volkszählung 2020 eine Einwohnerzahl von 14.546 ermittelt. Die Siedlung wurde 1799 gegründet.

## Geschichte
Elizabethton ist der historische Ort der ersten unabhängigen amerikanischen Regierung (bekannt als Watauga Association, gegründet 1772), die sich westlich sowohl der östlichen Kontinentalgrenze als auch der ursprünglichen dreizehn Kolonien befand. Die Stadt ist auch der historische Ort des Transylvania Purchase (1775) und war ein wichtiger Versammlungsort während des Amerikanischen Unabhängigkeitskriegs für die Schlacht von Musgrove Mill (1780) und die Schlacht am Kings Mountain (1780). Sie lag im Gebiet des sezessionistischen State of Franklin (1784–1788). Im frühen 20. Jahrhundert wurde Elizabethton zu einem Eisenbahnknotenpunkt, der von drei verschiedenen Eisenbahngesellschaften bedient wurde.

## Demografie
Nach einer Schätzung von 2019 leben in Elizabethton 11.035 Menschen. Die Bevölkerung teilte sich im selben Jahr auf in 92,6 % Weiße, 5,3 % Afroamerikaner, 0,8 % Asiaten und 0,6 % mit zwei oder mehr Ethnizitäten. Hispanics oder Latinos aller Ethnien machten 5,1 % der Bevölkerung aus. Das mittlere Haushaltseinkommen lag bei 36.863 US-Dollar und die Armutsquote bei 22,8 %.

## Söhne und Töchter der Stadt
- William Blount Carter (1792–1848), Politiker
- Landon Carter Haynes (1816–1875), Politiker
- James P. T. Carter (1822–1869), Politiker
- Jason Witten (* 1982), American-Football-Spieler